# 表装技能士
表装技能士（ひょうそうぎのうし）とは、国家資格である技能検定制度の一種で、都道府県知事（問題作成等は中央職業能力開発協会、試験の実施等は都道府県職業能力開発協会）が実施する、表装に関する学科及び実技試験に合格した者をいう。
なお職業能力開発促進法により、表装技能士資格を持っていないものが表装技能士と称することは禁じられている(名称独占資格)。

## 区分
表装の中で表具作業と壁装作業に分かれる。

## 級別
表具作業、壁装作業ともに1級、2級の別がある。

## 実技作業試験内容

### 表装(表具作業)
- 1級：表側にへり布及びふくりんの付いた本紙を、裏側に斜めはぎで布と紙の重ね張りを行う。試験時間＝5時間30分
- 2級：表側に柄新鳥の子紙を張り、へり回りにすじの付いた布張りを、裏側にたてはぎで重ね張りを行う。試験時間＝4時間30分

### 表装(壁装作業)
- 1級：一部に横板のある壁張り下地に布壁紙、ビニル壁紙、紙壁紙等を張る。試験時間＝4時間30分
- 2級：一部に横板のある壁張り下地に布壁紙、ビニル壁紙、紙壁紙等を張る。試験時間＝4時間